# Renato Manzini
Renato Manzini (Reggio Emilia, ... – ...; fl. XX secolo) è stato un calciatore italiano, di ruolo portiere.

## Carriera
Arriva all'Hellas Verona nella stagione 1942-1943, durante la quale subisce 9 gol in 4 partite a difesa della porta scaligera; la squadra vince il suo girone di campionato conquistando pertanto la promozione nel successivo campionato di Serie B, che non si disputò a causa della Seconda guerra mondiale. Manzini rimane comunque nella rosa gialloblu anche durante il Campionato Alta Italia giocato tra il 1943 ed il 1944. In questa competizione subisce 12 gol giocando tutte e 11 le partite a cui l'Hellas prende parte. Rimane in squadra anche nel primo campionato post-bellico, che i veronesi giocano nella Serie B Alta Italia, categoria in cui Manzini subisce 22 reti nelle 11 occasioni in cui difende la porta veronese.

## Palmarès

### Club

#### Competizioni nazionali
- Serie C: 1

Verona: 1942-1943